# Leone Pancaldo (destroyer)
Le Leone Pancaldo (fanion « PN ») était un destroyer italien de la classe Navigatori lancé en 1929 pour la Marine royale italienne (en italien : Regia Marina). 

## Conception et description
Commandés en 1926, ces navires ont été construits pour la Regia Marina en réponse aux grands contre-torpilleurs des classes Jaguar et Guépard construits pour la Marine française. Ces navires étaient nettement plus grands que les autres destroyers italiens contemporains et étaient initialement classés comme croiseur éclaireur, la reconnaissance aérienne prenant alors de l'ampleur. Ils ont été reclassés dans la catégorie des destroyers en 1938.
Les navires de la classe Navigatori avaient une longueur totale de 107,3 mètres, une largeur de 10,2 mètres et un tirant d'eau moyen de 3,5 mètres. Ils déplaçaient 1 900 tonnes à charge normale et 2 580 tonnes à charge profonde. Leur effectif en temps de guerre était de 222-225 officiers et hommes de troupe.
Les Navigatori étaient propulsés par deux turbines à vapeur Belluzzo, chacune entraînant un arbre d'hélice et utilisant la vapeur fournie par quatre chaudières Yarrow. Les turbines étaient conçues pour produire 55 000 chevaux-vapeur (41 000 kW) et une vitesse de 32 nœuds (59 km/h) en service, bien que les navires aient atteint des vitesses de 38-41 nœuds (70-76 km/h) pendant leurs essais en mer alors qu'ils étaient légèrement chargés.Ils transportaient suffisamment de mazout qui devait leur donner une autonomie de 3 800 milles nautiques (7 000 km) à une vitesse de 18 nœuds (33 km/h).
Leur batterie principale était composée de six canons de 120 millimètres dans trois tourelles jumelées, une à l'avant et à l'arrière de la superstructure et la troisième au milieu du navire. La défense antiaérienne (AA) des navires de la classe Navigatori était assurée par une paire de canons AA de 40 millimètres dans des supports simples situés à l'avant de la cheminée et une paire de supports jumelés pour des mitrailleuses de 13,2 millimètres. Ils étaient équipés de six tubes lance-torpilles de 533 millimètres dans deux supports triples au milieu du navire. Le Navigatori pouvait transporter de 86 à 104 mines.
Les navires étaient rapides, mais manquaient de stabilité et ont été reconstruits avec des étraves en forme de clipper, une largeur accrue et une superstructure réduite à la fin des années 1930.
Pendant la guerre, les tubes lance-torpilles ont été remplacées par des tubes triples de 533 mm et des canons anti-aériens supplémentaires ont été ajoutés.

## Construction et mise en service
Le Leone Pancaldo est construit par le chantier naval Cantiere navale di Riva Trigoso à Riva Trigoso dans la province de Gênes en Italie, et mis sur cale le 7 juillet 1927. Il est lancé le 5 février 1929 et est achevé et mis en service le 30 novembre 1929. Il est commissionné le même jour dans la Regia Marina.

## Histoire du service

### Nom et devise
Le Pancaldo doit son nom au navigateur ligurien Leon Pancaldo, né à Savone en 1488 et qui a fait partie de l'expédition de Magellan autour du monde. À ce jour, le Pancaldo est la seule unité de la marine italienne à avoir été nommée d'après un Savonais.
La devise du navire, D'aquila penne, ugne di leonessa (Plumes d'aigle, griffes de lionne), est tirée de L'ultima canzone (de Merope, 1912) de Gabriele D'Annunzio.

### Les années 30
Le Pancaldo est la deuxième unité de la classe à entrer en service en novembre 1929 en tant que croiseur éclaireur, subissant peu après (mai-septembre 1930) le premier cycle majeur de modifications pour améliorer la stabilité (allègement et abaissement des superstructures). Le gouvernail et les tubes lance-torpilles ont également été remplacés.
En décembre 1930, il est utilisé pour soutenir la croisière aérienne transatlantique Italie-Brésil d'Italo Balbo.
Il est ensuite employé en Méditerranée au cours des années 1930.
Entre 1936 et 1938, il participe à la guerre civile d'Espagne.
En 1938, il est reclassé en tant que destroyer et affecté à la XVIe escadrille de destroyers basée d'abord à La Spezia, puis à Tarente.
Après une brève période passée à Pula pour la formation de l'équipage, il subit une dernière série de modifications en 1939-1940, juste avant le début de la Seconde Guerre mondiale. Les travaux, réalisés au Cantiere navale del Muggiano (chantier naval de Muggiano), sont achevés en janvier 1940.

### La Seconde Guerre mondiale
Au début de la Seconde Guerre mondiale, le Pancaldo est basé à Tarente, affecté au XIVe escadron de destroyers, sous la IXe division de croiseurs de la Ière Escadre. L'unité était commandée par le capitaine de frégate (capitano di fregata) Luigi Merini..
Il participe à la bataille de Punta Stilo le 9 juillet 1940, faisant partie du groupe de protection et de soutien composé de la Ve division de cuirassés, de la IVe et VIIIe division de croiseurs et de quatre autres escadrons de destroyers. En fait, le XIVe escadron de destroyers (Vivaldi, da Noli et Pancaldo) est initialement laissé en réserve dans le port de Tarente mais, alors que l'opération en cours passe de l'escorte de convois à un affrontement avec la Mediterranean Fleet (flotte méditerranéenne britannique), trois destroyers tombent en panne et l'amiral Inigo Campioni, commandant de la flotte italienne, décide de déplacer également le Vivaldi, le da Noli et le Pancaldo pour renforcer le groupe, en remplaçant les trois unités en panne. Le départ du XIVe escadron de destroyers de Tarente a lieu à 6h18 le 9 juillet. La bataille du XIVe escadron de destroyers (réduit aux seuls Vivaldi et Pancaldo à cause de l'avarie du da Noli) se termine en vain. Ils sont les derniers destroyers italiens à attaquer et lorsqu'ils le font, à 16h28, le commandant de l'escadre décide de renoncer à l'attaque à la torpille car les unités ennemies (à ce moment-là encore à 18 000 mètres de distance) s'éloignent
Revenu à la base d'Augusta en même temps que le Vivaldi, il fait le plein de carburant le 10 juillet, puis s'amarre à la bouée A 4 (au milieu de la rade d'Augusta) vers 20 heures ce jour-là.
À 21h20 du même jour, trois bombardiers-torpilleurs Fairey Swordfish du 813° Squadron (813e escadrion) de la Royal Air Force, décollés du porte-avions HMS Eagle (94), attaquent la base sicilienne Deux des appareils se dirigent vers l'attaque du Pancaldo, qui, cependant, même s'il les aperçoit à 21h25, ne réagit pas. En fait, des avions italiens sont également en l'air, décollés de la ville voisine de Catane, pour bombarder Malte. Comme la base n'a lancé aucun signal d'alarme, et que les Swordfish ont leurs feux de navigation allumés, l'équipage du navire suppose qu'il s'agit d'avions italiens. Le premier avion largue sa torpille mais manqué la cible, passant la poupe du Pancaldo et explose contre le rivage, environ une demi-minute après le repérage. À ce moment-là, l'équipage du destroyer se précipite aux postes de combat et ouvre le feu avec leurs mitrailleuses, mais peu après la torpille du deuxième avion frappe la proue, sur le côté tribord. Le Pancaldo chavire sur le côté bâbord, tourne et commence à couler. Pendant que l'équipe des machines décharge de la vapeur dans l'air et que les artilleurs continuent à tirer (ils ne cessent de tirer que lorsque l'eau a envahi leurs positions), le reste de l'équipage met à la mer des canots de sauvetage et des radeaux et libère une trappe dans le soubassement, déformée par l'explosion, pour permettre aux hommes piégés de sortir. Alors que le navire coule de plus en plus vite, les hommes se rassemblent à la poupe puis plongent dans la mer. Le Pancaldo s'immobilise au fond de la mer à 21h39. Les naufragés sont récupérés en une heure et demie, tandis que la recherche des cadavres se poursuit jusqu'au lendemain matin. De l'équipage du Pancaldo, 30 hommes sont morts ou disparus et 9 blessés,.
Le sauvetage du navire est très long et laborieux: ce n'est que le 26 juillet 1941 que les plongeurs de l'Office portuaire et de l'atelier Augusta peuvent ramener le Pancaldo à la surface. Le 1er août, l'épave est remorquée en cale sèche où elle est réparée pour pouvoir flotter. Le 27 octobre 1941, le navire peut être remorqué au chantier Ansaldo de Gênes, où il reste jusqu'au 17 novembre 1942, date à laquelle il peut quitter le chantier. Après avoir été transféré à l'Arsenal militaire maritime de La Spezia, où il embarque un radar Ec3/ter "Gufo" et un échogoniomètre, le Pancaldo ne reprend du service (au sein du XVe escadron de destroyers, basée à Trapani) que le 12 décembre 1942, presque deux ans et demi après son torpillage. Les autres modifications apportées pendant les travaux, outre l'installation d'un radar et d'un échogoniomètre, étaient le remplacement du complexe de tubes lance-torpilles arrière par 2 canons de 37 mm et le remplacement des huit canons de 13,2 mm par 9 canons de 20 mm.

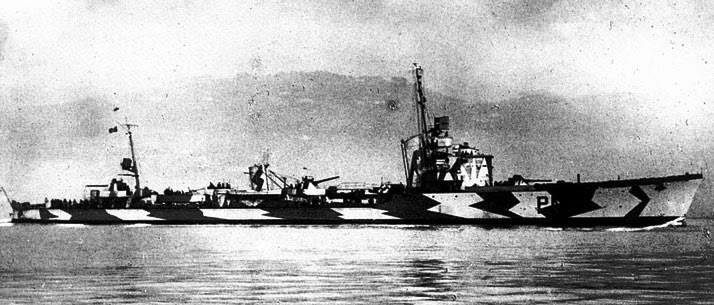
Le Pancaldo dans la livrée de camouflage en 1943

Cependant, le Pancaldo n'est redevenu pleinement opérationnel qu'en mars 1943, lorsqu'il a commencé à être employé dans des missions d'escorte de convois et de transport de troupes sur la route troublée Trapani-Tunis: il n'est resté en service qu'un mois.
Le 30 avril 1943, en effet, le Pancaldo (commandé par le capitaine de frégate Tommaso Ferreri Caputi) part pour une autre mission de transport de troupes allemandes vers Tunis avec le destroyer allemand Hermès. À neuf heures du matin, les deux unités sont  attaquées sans succès par cinq bombardiers-torpilleurs. A dix heures, elles échappent sans dommage à une attaque de 12 chasseurs-bombardiers. A 11h30, cependant, elles sont attaquées par 32 bombardiers. Alors que le Hermès, bien que lourdement touché et avec des pertes à bord, réussit à rejoindre Bizerte en remorque, le Pancaldo, avec son moteur détruit par diverses bombes et sa coque percée en plusieurs points, coule à deux milles nautiques (3,9 km)  par 29° du Cap Bon, emportant avec lui plus de la moitié de l'équipage.
156 hommes disparaissent en mer, tandis que les autres: 124 officiers, sous-officiers et marins, parmi lesquels le commandant Ferreri Caputi, blessé, sont sauvés.
Pendant la guerre, le Pancaldo n'avait effectué que 13 missions de guerre pour un total de 6 732 milles nautiques (12 468 km) et 396 heures de navigation.

### Commandement
Commandants
- Capitaine de frégate (Capitano di fregata) Luigi Merini (né à Livourne le 15 mars 1898) (10 juin - 16 juillet 1940)
- Capitaine de frégate (Capitano di fregata) Antonio Raffai (né à Milan le 2 août 1902) (mars - avril 1943)
- Capitaine de frégate (Capitano di fregata) Tommaso Ferrieri Caputi (né à Florence le 12 mars 1903) (avril 1943)